# Chiesa dei Santi Stefano e Giovanni Evangelista
La chiesa dei Santi Stefano e Giovanni Evangelista è un luogo di culto che si trova a Castelnuovo della Misericordia, nel comune di Rosignano Marittimo.

## Storia e descrizione

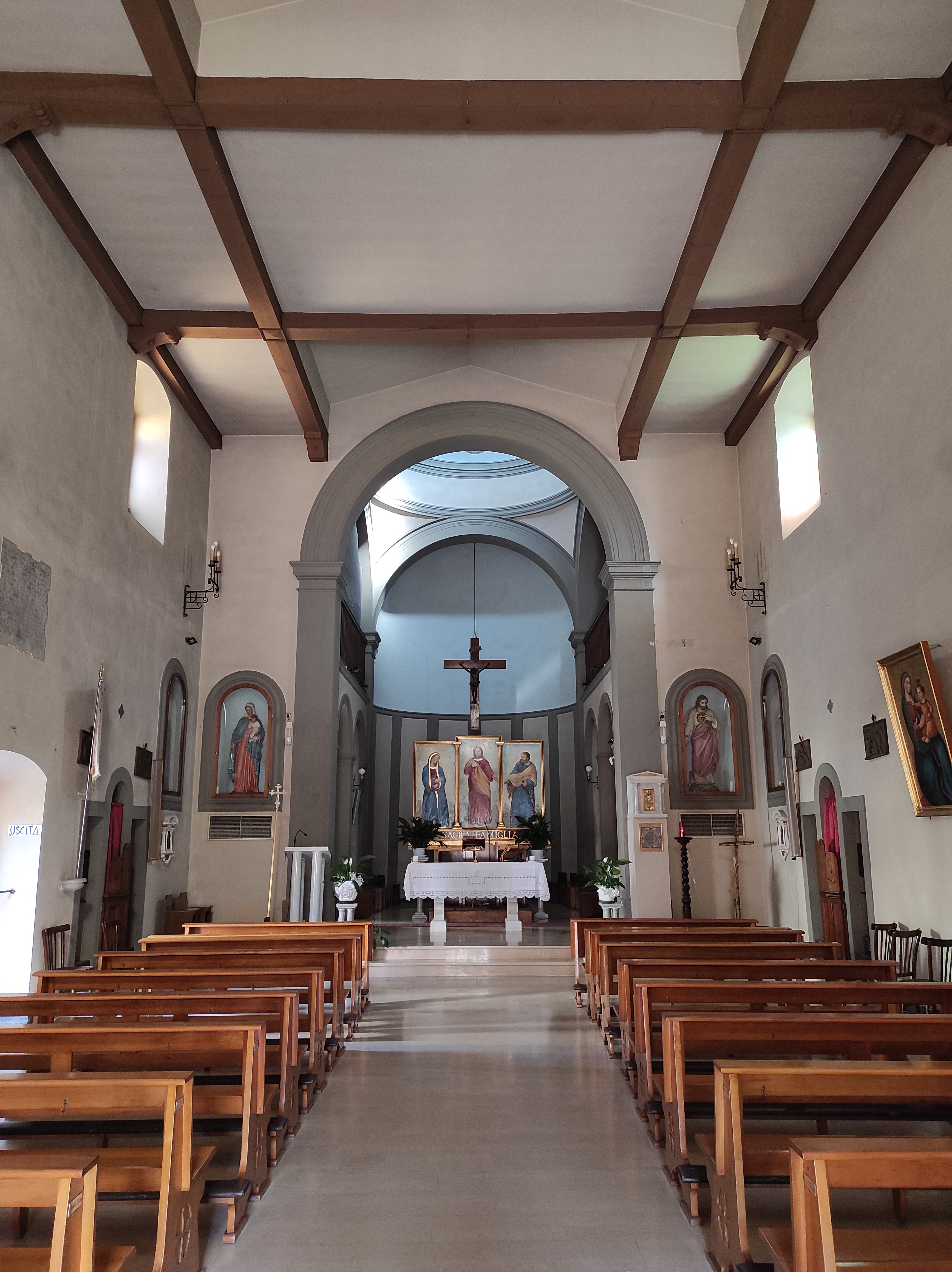
Interno della sala. Nel presbiterio si vede l'altare postconciliare installato in seguito all'adeguamento liturgico.

Ad aula a pianta rettangolare, fu costruita intorno al 1643 per iniziativa della pia Casa della Misericordia di Pisa. Sulla semplice facciata si apre il portone d'ingresso sormontato da un frontespizio interrotto con al centro lo stemma dell'Ordine di Santo Stefano papa e martire. In alto si staglia lo stemma della pia Casa della Misericordia. L'interno è semplice ed elegante.
Nel 1944 l'edificio fu minato nella parte absidale, provocando la distruzione del campanile, del presbiterio e di parte della canonica. Degli arredi originali sono sopravvissuti due tabernacoli e un fonte battesimale del XVII secolo, mentre sono da segnalare, fra le opere moderne, le quattordici stazioni della Via Crucis e le sculture rappresentanti l'Ultima cena e la Resurrezione di Gesù di Rolando Filidei.